# Energía alimentaria

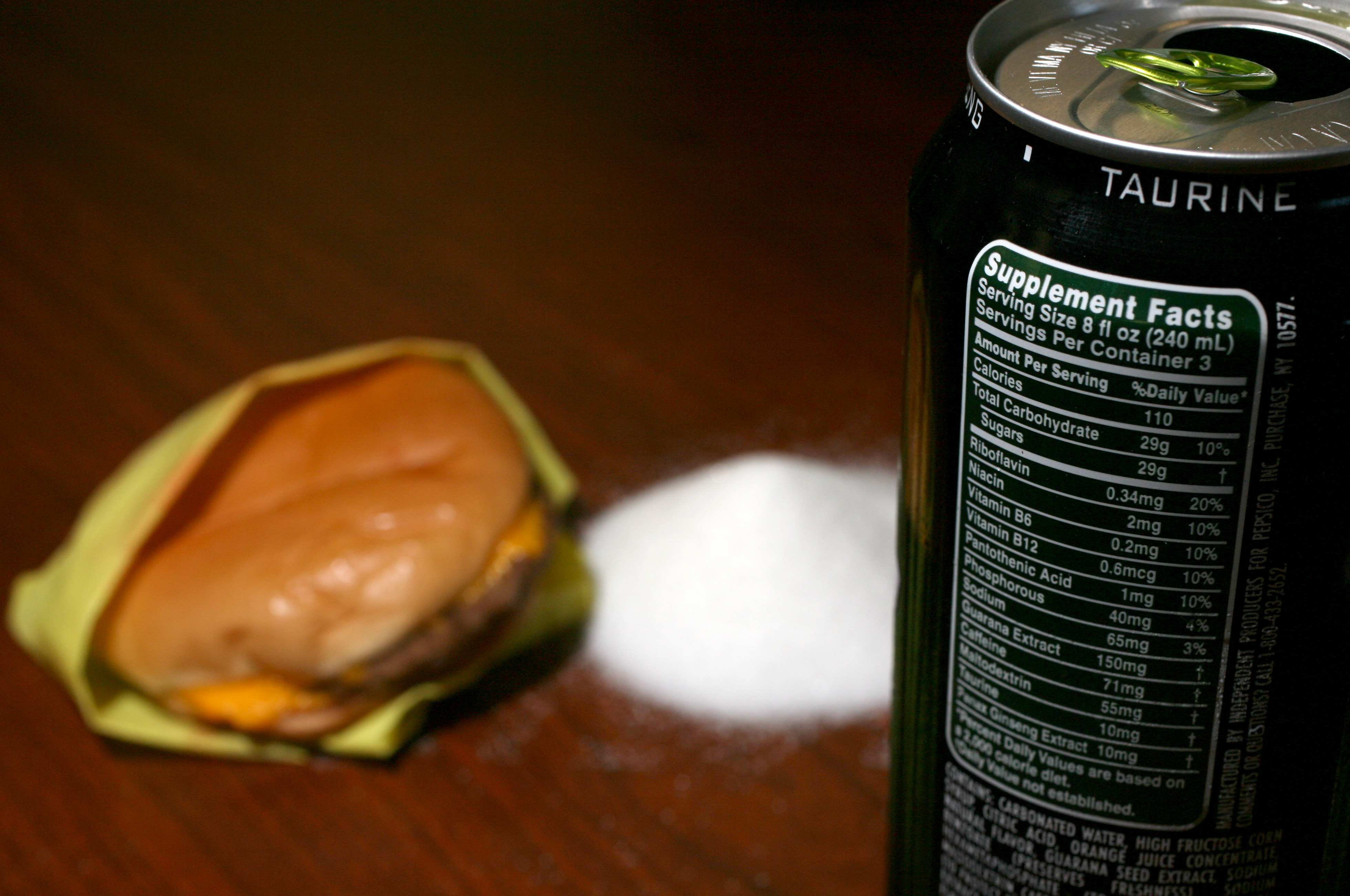
A 710-mililitros (24 US fl oz) bebida energética con, más que una hamburguesa con queso de comida rápida, y el equivalente a 18 paquetes de azúcar de una sola porción

La energía alimentaria es la energía química que los animales (incluidos los humanos) derivan de los alimentos a través del proceso de respiración celular. La respiración celular puede implicar la reacción química de las moléculas de los alimentos con oxígeno molecular (respiración aeróbica) o el proceso de reorganización de las moléculas de los alimentos sin oxígeno adicional (respiración anaeróbica). 

## Generalidades
Los humanos y otros animales necesitan una ingesta mínima de energía alimentaria para mantener su metabolismo y conducir sus músculos. Los alimentos están compuestos principalmente de carbohidratos, grasas, proteínas, agua, vitaminas y minerales. Los carbohidratos, las grasas, las proteínas y el agua representan prácticamente todo el peso de los alimentos, y las vitaminas y minerales representan solo un pequeño porcentaje del peso. (Los carbohidratos, las grasas y las proteínas comprenden el noventa por ciento del peso seco de los alimentos.) Los organismos obtienen energía de los alimentos a partir de carbohidratos, grasas y proteínas, así como de ácidos orgánicos, polioles y etanol presentes en la dieta. Algunos componentes de la dieta que proporcionan poca o ninguna energía alimentaria, como agua, minerales, vitaminas, colesterol y fibra insoluble, pueden ser necesarios para la salud y la supervivencia por otras razones. El agua, los minerales, las vitaminas y el colesterol no se descomponen (el cuerpo los usa en la forma en que se absorben) y, por lo tanto, no se pueden usar para obtener energía. La mayoría de los animales, incluidos los humanos, no pueden digerir completamente la fibra, que solo puede extraer 8.4 kJ/g (2 kcal/g) de energía alimentaria. Los rumiantes pueden extraer casi 17 kJ/g (4 kcal/g) de la fibra debido a las bacterias en sus rúmenes. 
Usando el Sistema Internacional de Unidades, los investigadores miden la energía en julios (J) o en sus múltiplos; el kilojulio (kJ) se usa con mayor frecuencia para cantidades relacionadas con los alimentos. Una unidad de energía del sistema métrico más antigua, todavía ampliamente utilizada en contextos relacionados con los alimentos, es la caloría; más precisamente, la "caloría alimentaria", "caloría grande" o kilocaloría (kcal o Cal), igual a 4184 julios. (Contrastar la "pequeña calorías" (cal), igual a 1 de una caloría de alimentos, que se utiliza a menudo en química y en física.) Dentro de la Unión Europea, tanto la kilocaloría ("kcal") como el kilojulio ("kJ") aparecen en las etiquetas nutricionales. En muchos países, solo se muestra una de las unidades; en Canadá y Estados Unidos, las etiquetas deletrean la unidad como "caloría" o como "Caloría". 
Las grasas y el etanol tienen la mayor cantidad de energía alimentaria por gramo, 37 y 29 kilojulios por gramo (8.8 y 6.9 kcal/g), respectivamente. Las proteínas y la mayoría de los carbohidratos tienen aproximadamente 17 kJ/g (4 kcal/g). La diferente densidad energética de los alimentos (grasas, alcoholes, carbohidratos y proteínas) radica principalmente en sus proporciones variables de átomos de carbono, hidrógeno y oxígeno. Los carbohidratos que no se absorben fácilmente, como la fibra o la lactosa en personas intolerantes a la lactosa, contribuyen con menos energía alimentaria. Los poliol (incluidos los alcoholes de azúcar) y los ácidos orgánicos contribuyen 10 kJ/g (2.4 kcal/g) y 13 kJ/g (3.1 kcal/g) respectivamente.

## Medida
Teóricamente, uno podría medir la energía de los alimentos de diferentes maneras, incluido el uso de la energía de combustión libre de Gibbs, o la cantidad de ATP generada al metabolizar los alimentos. Sin embargo, la convención es utilizar el calor de la reacción de oxidación produciendo agua líquida. La energía alimentaria convencional se basa en los calores de combustión en un calorímetro y correcciones que tienen en cuenta la eficiencia de la digestión y absorción y la producción de urea y otras sustancias en la orina. El químico estadounidense Wilbur Atwater resolvió estas correcciones a fines del siglo XIX  (ver el sistema Atwater para más detalles). Basado en el trabajo de Atwater, se convirtió en una práctica común calcular el contenido energético de los alimentos usando 17 kJ/g (4 kcal/g) para carbohidratos y proteínas y 38 kJ/g (9 kcal/g) para lípidos. El sistema fue mejorado posteriormente por Annabel Merrill y Bernice Watt, del Departamento de Agricultura de los Estados Unidos, quienes derivaron un sistema mediante el cual se propusieron factores específicos de conversión de calorías para diferentes alimentos.

## Etiquetas nutricionales

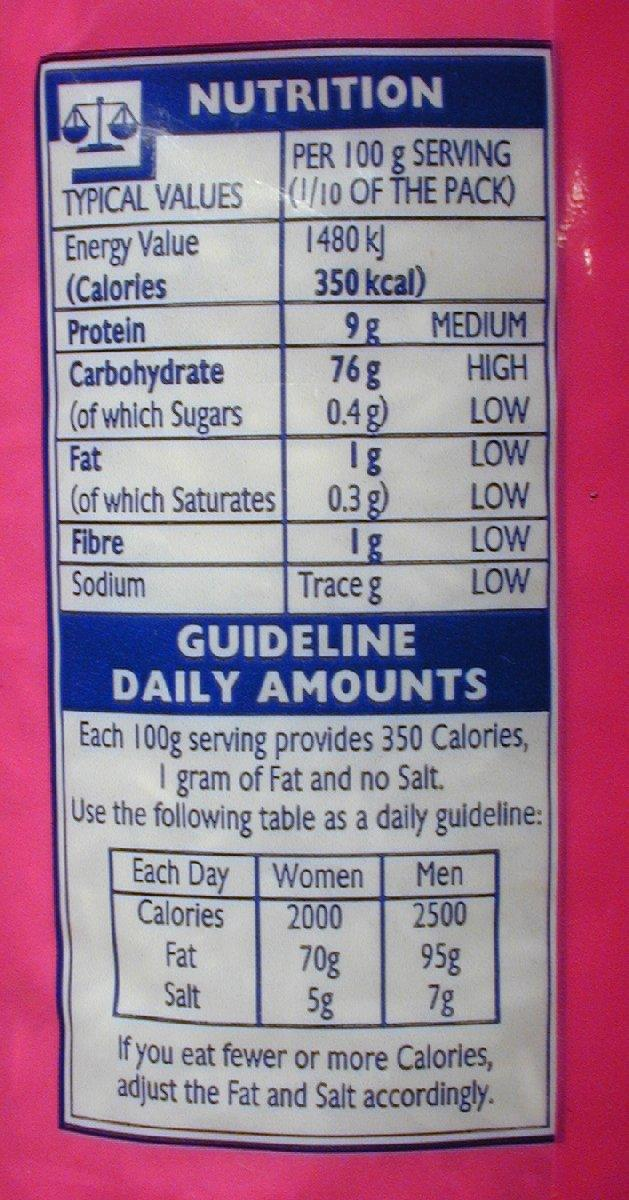
La etiqueta de información nutricional en un paquete de arroz Basmati en el Reino Unido

Muchos gobiernos requieren que los fabricantes de alimentos etiqueten el contenido energético de sus productos, para ayudar a los consumidores a controlar su consumo de energía. En la Unión Europea, los fabricantes de alimentos envasados deben etiquetar la energía nutricional de sus productos en kilocalorías y kilojulios, cuando sea necesario. En los Estados Unidos, las etiquetas obligatorias equivalentes muestran solo "Calorías" (kilocalorías), menudo como un sustituto del nombre de la cantidad que se está midiendo, energía alimentaria; una cifra adicional en kilojulios es opcional y rara vez se usa. En Australia y Nueva Zelanda, la energía alimentaria debe expresarse en kilojulios (y opcionalmente también en kilocalorías), y otra información de energía nutricional se transmite de manera similar en kilojulios. La energía disponible de la respiración de los alimentos generalmente se da en las etiquetas de 100 g, para un tamaño de porción típico (según el fabricante), y/o para todo el contenido del paquete.    
La cantidad de energía alimentaria asociada con un alimento en particular podría medirse quemando completamente el alimento seco en un calorímetro de bomba, un método conocido como calorimetría directa. Sin embargo, los valores dados en las etiquetas de los alimentos no se determinan de esta manera. La razón de esto es que la calorimetría directa también quema la fibra dietética, por lo que no permite pérdidas fecales; así, la calorimetría directa daría una sobreestimación sistemática de la cantidad de combustible que realmente ingresa a la sangre a través de la digestión. En su lugar, se utilizan pruebas químicas estandarizadas o un análisis de la receta utilizando tablas de referencia para ingredientes comunes para estimar los componentes digestibles del producto (proteínas, carbohidratos, grasas, etc.). Estos resultados se convierten en un valor de energía equivalente basado en la siguiente tabla estandarizada de densidades de energía. Sin embargo, "densidad de energía" es un término engañoso porque una vez más supone que la energía está EN el alimento en particular, mientras que simplemente significa que el alimento de "alta densidad" necesita más oxígeno durante la respiración, lo que lleva a una mayor transferencia de energía.
Tenga en cuenta que la siguiente tabla estandarizada de densidades de energía es una aproximación y el valor en kJ/g no se convierte exactamente a kcal/g utilizando un factor de conversión. 
El uso de un sistema tan simple ha sido criticado por no tener en cuenta otros factores relacionados con la influencia de diferentes alimentos en la obesidad.
| Componente alimenticio                       | Densidad de energía | Densidad de energía |
| Componente alimenticio                       | kJ/g                | kcal/g              |
| -------------------------------------------- | ------------------- | ------------------- |
| Grasa                                        | 37                  | 9                   |
| Etanol (alcohol de bebida)                   | 29                  | 7                   |
| Proteínas                                    | 17                  | 4                   |
| Carbohidratos                                | 17                  | 4                   |
| Ácidos orgánicos                             | 13                  | 3                   |
| Polioles (alcoholes de azúcar, edulcorantes) | 10                  | 2,4                 |
| Fibra                                        | 8                   | 2                   |

Todos los demás nutrientes en los alimentos no son calóricos y, por lo tanto, no se cuentan.

## Ingesta diaria recomendada
El aumento de la actividad mental se ha relacionado con un consumo moderado de energía cerebral. Las personas mayores y aquellos con estilos de vida sedentarios requieren menos energía; los niños y las personas físicamente activas requieren más.    
Según la Organización de las Naciones Unidas para la Agricultura y la Alimentación, el requerimiento mínimo de energía promedio por persona por día es de aproximadamente 1800 kilocalorías (7536,2 kJ).
Las recomendaciones en los Estados Unidos son 2600 y 2000 kilocalorías (10 885,7 y 8373,6 kJ) para hombres y mujeres (respectivamente) entre 31 y 35, a un nivel de actividad física equivalente a caminar de 1+1/2 a 3 millas (2 a 5 km) por día de 3 a 4 millas por hora (5 a 6 km/h)     además de la actividad física ligera asociada con la vida cotidiana típica. La orientación francesa sugiere aproximadamente los mismos niveles.
Para los niños pequeños, las necesidades calóricas estimadas varían de 1 a 2 kilocalorías (4,2 a 8,4 kJ) por día. La ingesta calórica recomendada para niños mayores y adolescentes, por otro lado, varía mucho de 1,4 a 3,2 kilocalorías (5,9 a 13,4 kJ) por día. Los niños en general requieren una mayor ingesta calórica que las niñas.
Reconociendo que las personas de diferentes grupos de edad y género tienen diferentes niveles de actividad diaria, el Consejo Nacional de Investigación Médica y de Salud de Australia no recomienda una ingesta diaria de energía, sino que prescribe una recomendación adecuada para cada grupo de edad y género. No obstante, las etiquetas nutricionales en los productos alimenticios australianos generalmente recomiendan una ingesta diaria promedio de energía de 2100 kilocalorías (8792,3 kJ)     . 

## Uso de energía en el cuerpo humano
El cuerpo humano usa la energía liberada por la respiración para una amplia gama de propósitos: aproximadamente el 20% de la energía se usa para el metabolismo cerebral, y gran parte del resto se usa para los requisitos metabólicos basales de otros órganos y tejidos. En ambientes fríos, el metabolismo puede aumentar simplemente para producir calor y mantener la temperatura corporal. Entre los diversos usos de la energía, uno es la producción de energía mecánica por el músculo esquelético para mantener la postura y producir movimiento. 
La eficiencia de conversión de energía a partir de la respiración en mecánica (física) de potencia depende del tipo de alimento y del tipo de uso de energía física (por ejemplo, el que se utilizan los músculos, si el músculo se utiliza aeróbicamente o anaeróbicamente). En general, la eficiencia de los músculos es bastante baja: solo del 18 al 26% de la energía disponible de la respiración se convierte en energía mecánica. Esta baja eficiencia es el resultado de aproximadamente el 40% de eficiencia en la generación de ATP a partir de la respiración de los alimentos, las pérdidas al convertir la energía del ATP en trabajo mecánico dentro del músculo y las pérdidas mecánicas dentro del cuerpo. Las últimas dos pérdidas dependen del tipo de ejercicio y del tipo de fibras musculares que se utilizan (contracción rápida o contracción lenta). Para una eficiencia general del 20%, un vatio de potencia mecánica es equivalente a 4,3 kilocalorías (18,0 kJ) por hora. Por ejemplo, un fabricante de equipos de remo muestra las calorías liberadas de los alimentos "quemados" como cuatro veces el trabajo mecánico real, más 300 kilocalorías (1256,0 kJ) por hora, que equivale a aproximadamente un 20% de eficiencia a 250 vatios de potencia mecánica. Puede tomar hasta 20 horas de poca producción física (por ejemplo, caminar) para "quemar" 4000 kilocalorías (16 747,2 kJ) más de lo que un cuerpo consumiría. Como referencia, cada kilogramo de grasa corporal es aproximadamente equivalente a 32,3 kilojulios (7,7 kcal) de energía alimentaria (es decir, 3.500 kilocalorías por libra).
Cambios en la temperatura corporal -ya sea más caliente o más frío- aumenta la tasa metabólica, quemando así más energía. La exposición prolongada a ambientes extremadamente cálidos o muy fríos aumenta la tasa metabólica basal (TMB). Las personas que viven en este tipo de entornos a menudo tienen BMR de 5 a 20% más altas que las de otros climas. 